# Историја слободног зидарства
Историја слободног зидарства обухвата порекло, еволуцију и кључне догађаје братске организације познате као слободно зидарство. Она покрива три фазе. Прво, појаву организованих ложа оперативних зидара током средњег века, затим пријем лаичких чланова као „прихваћених“ (термин који одражава церемонијални процес „прихватања“ који је не-зидаре чинио члановима оперативне ложе) или „спекулативних“ зидара, и коначно, еволуцију чисто спекулативних ложа и појаву Великих ложа које њима управљају. Прекретница у овом процесу генерално се сматра оснивање прве Велике ложе у Лондону, 24. јуна 1717. године по грегоријанском календару. Два главна изазова са којима се историчари суочавају су недостатак писаних материјала, чак и до 19. века, као и дезинформације које су стварали и масони и не-масони од најранијих година.
Дуга историја слободног зидарства укључује његов рани развој од организованих тела оперативних каменорезаца до модерног система спекулативних ложа организованих око регионалних или националних „Великих ложа“.

## Митови и теорије о пореклу

### Рани масонски извори
Најранији масонски текстови садрже неку врсту историје заната зидарства. Најстарије познато дело ове врсте, Halliwell Manuscript, познато и као Regius Poem, датира између 1390. и 1425. године. Овај документ у свом уводу доноси кратку историју, наводећи да је „занат зидарства“ почео са Еуклидом у Египту и дошао у Енглеску за време владавине краља Етелстана (924–939). Убрзо након тога, Matthew Cooke Manuscript прати зидарство до Јавала, сина Ламеха (Постање 4: 20–22), и говори како је ово знање дошло до Еуклида, од њега до деце Израела (док су били у Египту), и тако даље, сложеним путем до Етелстана. Овај мит је постао основа за касније рукописне конституције, које су све пратиле порекло зидарства до библијских времена и смештале његово институционално оснивање у Енглеској за време владавине Етелстана.
Убрзо након оснивања Прве велике ложе Енглеске, Џејмс Андерсон је добио задатак да сажме ове „готске конституције“ у прихватљиву, модерну форму. Настале конституције започињу историјом која је опширнија од било које претходне, поново пратећи историју онога што је сада било слободно зидарство до библијских корена, и поново убацујући Еуклида у ланац. Веран свом материјалу, Андерсон смешта прву велику скупштину енглеских масона у Јорк, под Етелстановим сином, Едвином, који је иначе непознат историји. Проширене, ревидиране и поново објављене, Андерсонове конституције из 1738. године наводиле су Велике мајсторе од Августина Кентерберијског, наведеног као Остин Монах. Illustrations of Freemasonry Вилијама Престона је проширило и разрадило овај масонски мит о стварању.
У Француској, предавање Шевалијеа Ремзија из 1737. године додало је крсташе у лозу. Он је тврдио да су крсташки масони оживели занат тајнама откривеним у Светој земљи, под патронатом Витезова Хоспиталаца. У том тренутку, историја заната у континенталном слободном зидарству се разишла од оне у Енглеској.

### Спекулативне историје
Андерсонове историје из 1723. и 1738, Ремзијева романтизација, заједно са унутрашњом алегоријом масонског ритуала, усредсређеном на Соломонов храм и његовог архитекту, Хирама Абифа, пружиле су обиље материјала за даље спекулације.
Најранији познати ритуал смешта прву масонску ложу у предворје Храма краља Соломона. Пратећи Андерсона, такође је било могуће пратити слободно зидарство до Еуклида, Питагоре, Мојсија, Есена и Кулда. Престон је своју историју започео са Друидима, док је Андерсонов опис масона као „Ноахида“, који је разрадио Алберт Меки, увео Ноја у једначину.
Након Ремзијевог увођења крсташких масона, Витезови темплари су постали део мита, почевши од Обреда строге опсервације Карла Готхелфа фон Хунда, који је такође повезао прогнану кућу Стјуарт. Убиство Хирама Абифа је узето као алегорија за смрт Чарлса I Енглеског. Оливер Кромвел се појављује као оснивач слободног зидарства у анонимном антимасонском делу из 1745. године, које се обично приписује опату Ларидану. Меки наводи да се „Лариданове тврдње одликују апсолутном независношћу од било каквог историјског ауторитета и смелим претпоставкама које се читаоцу представљају уместо чињеница.“ Антимасонски списи Кристофа Фридриха Николаја су уплели Френсиса Бејкона и Розенкројцере, док је веза Кристофера Рена са занатом изостављена из Андерсонове прве књиге конституција, али се појавила у другој, када је Рен већ био мртав. Семе или мит о јакобитском утицају Стјуарта на слободно зидарство можда је потекло из неопрезне и неутемељене примедбе Џона Нортука у Књизи конституција Прве велике ложе Лондона из 1784. године. Наведено је, без поткрепљујућих доказа, да је краљ Чарлс II (старији брат и претходник Џејмса II) постао слободни зидар у Холандији током година изгнанства (1649–60). Међутим, није било документованих ложа слободних зидара на континенту током тих година. Изјава је можда дата да би се ласкало братству тврдњом да је претходни монарх био члан. Ову бесмислицу је затим улепшао Џон Робисон (1739–1805), професор природне филозофије на Универзитету у Единбургу, у свом делу из 1797. године Докази о завери, антимасонској полемици која оптужује слободно зидарство да је инфилтрирано од стране Реда Илумината Адама Вајсхаупта. Недостатак научног приступа који је Робисон показао у том делу навео је Encyclopædia Britannica да га осуди.
Немачки продавац књига и слободни зидар, који је живео у Паризу и радио под псеудонимом К. Ленинг, додатно је улепшао причу у рукопису под називом „Енциклопедија слободног зидарства“, вероватно написаном између 1822. и 1828. у Лајпцигу. Овај рукопис је касније ревидирао и објавио други немачки слободни зидар по имену Фридрих Мосдорф (1757–1830). Ленинг је навео да је краљ Џејмс II Енглески, након бекства у Француску 1688. године, боравио на језуитском Колеџу Клермон, где су његови следбеници измислили одређене степене како би остварили своје политичке циљеве.
До средине 19. века, прича је стекла популарност. Познати енглески масонски писац, др Џорџ Оливер (1782–1867), у својим Историјским знаменитостима из 1846. године, наставио је причу и чак тврдио да је краљ Чарлс II био активан у присуствовању састанцима — што је очигледна измишљотина, јер да је то било тачно, не би промакло пажњи историчара тог времена.
Слично томе, покушаји да се слободно зидарство повеже са француским Compagnonnage нису донели конкретне везе. Везе са римским колегијумима и комацинским мајсторима су подједнако слабе, иако их неки слободни зидари виде као узоре, а не претке. Томас Пејн је порекло слободног зидарства пратио до старог Египта, као и Каљостро, који је отишао толико далеко да је чак и ритуал припремио.
Недавно су неки аутори покушали да повежу темпларе са историјом слободног зидарства преко резбарија у Рослинској капели у Шкотској, где се прича да су темплари потражили уточиште након распуштања реда. У The Hiram Key, Роберт Ломас и Кристофер Најт описују временску линију која почиње у древном Египту и обухвата Исуса, темпларе и Рослин пре него што стигне до модерног слободног зидарства. Ове тврдње оспорава Роберт Купер, кустос библиотеке и музеја Велике ложе Шкотске, у својој књизи The Rosslyn Hoax.

### Појава модерних масонских студија
Прва рационална студија масонске историје објављена је у Немачкој, али дело Георга Клоса из 1847. године, Geschichte der Freimaurerei in England, Irland und Schottland, никада није преведено. Када је Финделова Историја слободног зидарства преведена са немачког на енглески 1866. године, Вудфорд у Енглеској и Мареј-Лајон у Шкотској већ су били активни писци на ту тему. Вудфорд је био Финделов водич када је посетио Јорк да прегледа рукописе, и ускоро је сарађивао са Хјуаном у прикупљању, датирању и класификацији старих рукописних конституција. Алберт Меки није био ништа мање активан у Америци. Списак његових објављених радова почиње 1844. године са Лексиконом слободног зидарства, и протеже се до његове монументалне Енциклопедије слободног зидарства из 1874. године. Све веће интересовање и учешће у масонским студијама довело је, 1886. године, до оснивања Ложе Quatuor Coronati у Лондону, прве ложе посвећене масонском истраживању.

## Од порекла до слободног зидарства Велике ложе

### Порекло термина „Freemason“
Најранији званични енглески документи који се односе на зидаре написани су на латинском — sculptores lapidum liberorum (Лондон 1212), magister lathomus liberarum petrarum (Оксфорд 1391) — или норманско-француском — mestre mason de franche peer (Статут о радницима 1351.). Сви ови термини означавају радника који ради са слободним каменом (freestone), врстом пешчара или кречњака без зрна, погодном за украсно зидарство. У 17. веку, у грађевинским извештајима колеџа Водам, термини freemason и freestone mason користе се наизменично. Freemason се такође разликује од „грубог зидара“ или „полагача“, као вештији радник који је обрађивао или постављао украсни камен. Придев „слободан“ (free) у овом контексту може се тумачити и као да зидар није роб, уговорни слуга или феудално везан. Иако је ово тешко ускладити са средњовековним енглеским зидарима, чини се да је постало важно за шкотске оперативне ложе.

### Мајстори зидари у средњовековној Енглеској
Средњовековни мајстор зидар морао је да прође кроз оно што се у то време сматрало либералним образовањем. У Енглеској, он би напуштао дом са девет или десет година, већ писмен на енглеском и француском језику, образован код куће или у малој (нижој) школи. Од тада до четрнаесте године, похађао би манастирску или граматичку школу да би научио латински, или би као паж у витешком домаћинству, поред студија, учио и лепо понашање. Између четрнаесте и седамнаесте године, учио би основне вештине бирања, обликовања и комбиновања камена, а затим би, између седамнаесте и двадесет прве године, морао напамет да научи велики број формалних проблема из геометрије. Три године као калфа често би се завршавале предајом мајсторског рада који се бавио задатим проблемом у конструкцији или дизајну. У том тренутку, сматрао се квалификованим, али је и даље имао каријерни пут који је морао да пређе пре него што би достигао статус мајстора зидара на великом пројекту.
У својој функцији архитекте, мајстор зидар је вероватно правио планове за сваку наредну фазу изградње сребрном оловком на припремљеном пергаменту или дасци. Ти планови би се реализовали на терену коришћењем већег шестара од оног који се користио за цртање. Средњовековни архитекти су приказани са много већим шестарима и угломерима када су приказани на градилишту. Фини детаљи су се преносили са табле за цртање помоћу дрвених шаблона који су се давали зидарима.
Мајстори зидари који се појављују у записима као руководиоци великих радова, попут Јоршке катедрале, постајали су богати и поштовани. Гостујући мајстори зидари и мајстори тесари седели су за високим столом у манастирима, ручавајући са опатом.

### Од средњег века до реформације
Историјски записи показују два нивоа организације у средњовековном зидарству: ложу и „цех“. Првобитна употреба речи ложа означава радионицу подигнуту на месту великог грађевинског подухвата, а први пут се помиње у опатији Вејл Ројал 1278. године. Касније је добила секундарно значење заједнице зидара на одређеном месту. Најранији сачувани записи о њима су закони и уредбе ложе у Јоршкој катедрали из 1352. године. Ове прописе наметнули су декан и каптол катедрале.
Историчари деветнаестог века наметнули су термин „цех“ „братствима“ средњовековних занатлија као аналогију са трговачким цеховима. Зидари су касно формирали таква тела. Главни послодавац зидара у средњовековној Енглеској била је круна, а круна је често запошљавала зидаре присилном регрутацијом. Другим речима, били су присилно регрутовани када би се указала потреба.
Halliwell Manuscript, такође назван Regius Poem, најстарији је познати документ масонског порекла. Објавио га је 1840. године шекспиролог и колекционар Џејмс Халивел, који га је датирао у 1390. годину. А. Ф. А. Вудфорд, пионирски масонски истраживач и оснивач Ложе Quatuor Coronati, сложио се са овим датирањем. Недавно је историчар Ендру Прескот датирао текст у другу четвртину петнаестог века.
Песма се може посматрати као одговор на низ закона који датирају још од Црне смрти и Статут о радницима 1351. (25 Edw. 3. Stat. 2), у којем је Едвард III покушао да фиксира плате на нивоу пре куге. Ранији датум прати Statute of Victuallers and Hostellers 1389 (13 Ric. 2. Stat. 1. c. 8) Ричарда II, који је захтевао од цехова и братстава да му поднесу своје повеље и патенте. Године 1425, током трећег заседања Парламента Хенрија VI, Labourers Act 1425 (3 Hen. 6. c. 1) забранио је годишње скупштине зидара.
Године 1356, у преамбули прописа којима се уређује зидарски занат, изричито се наводи да, за разлику од других заната, није постојало тело за регулисање зидарства од стране самих зидара. Коначно, 1376. године, четири представника „мистерије“ или заната изабрана су у Заједнички савет града Лондона. Чини се да је ово и прва употреба речи „freemason“ на енглеском језику. Она је одмах прецртана и замењена речју „mason“ (зидар).
Песма тврди да је ове скупштине одредио краљ Етелстан и да је он такође повезао плату зидара са трошковима живота.
Куков рукопис, који датира из око 1450. године, поставио је образац за оно што је Андерсон назвао „готским уставима“, старијим историјама и прописима заната. Након кратког благослова, ови документи описују седам слободних вештина, дајући предност геометрији, која се изједначава са зидарством. Затим прелазе на историју зидарства/геометрије, завршавајући са краљем Етелстаном, или Едвином, његовим братом или сином у зависности од извора, који окупља енглеске зидаре да им да њихове дужности. Следе прописи или дужности, обично са упутствима о начину на који нови зидар треба да се на њих закуне. Такође око 1450. године, тестамент једног зидара из Беверлија даје интригантан увид у појаву масонских регалија. Инвентар имовине Џона Кејдбија помиње неколико zonae (појасева). Два су била опточена сребром, а један од њих је у средини имао слова Б и Ј, што указује на Боаза и Јахина, два стуба Соломоновог храма. Такође је поседовао сто за писање и шест енглеских књига, што га чини прилично имућним и писменим.
Наредни век и по донели су мало нових рукописа. Дауландов рукопис, чији је оригинал сада изгубљен, и Велика ложа бр. 1, по први пут лоцирају Едвинову скупштину зидара у Јорк. За Ленсдаунов рукопис, који је првобитно датиран у овај период, сада се сматра да потиче из 17. века.
Током овог периода догодила се реформација. Некада се претпостављало да је црква била главни послодавац зидара, и да су, са распуштањем манастира, ложе нестале. Такође се веровало да су занатски „цехови“ укинути у Енглеској 1547. године. Након смрти Хенрија VIII, надбискуп Кранмер је настојао да унапреди реформацију укидањем цехова и братстава. Године 1548. донесен је „закон о заверама снабдевача и занатлија“, којим су укинути њихови монополи. Године 1549. је опозван, вероватно зато што су били превише корисни влади. Влада је наставила да буде главни послодавац зидара, који су се у Лондону из братства претворили у корпорацију. Иако ово није било озваничено повељом до 1666. године, држава ју је у шеснаестом веку користила за набавку и ангажовање зидара за грађевинске пројекте. Поред тога, зидаре су све више ангажовали приватни појединци. Параде разних заната на дан свеца заштитника, у којима су извођене представе о њиховим свецима, ипак су биле угушене. Роберт Купер, архивар Велике ложе Шкотске, верује да изгубљена мистеријска представа зидара можда опстаје у ритуалу савремених масонских ложа.

## Слободно зидарство у Шкотској
Рана континентална историја цитира извор из 16. века који наводи да су до 1535. године у Француској забележене две шкотске масонске ложе, једна у Паризу, а друга у Лиону.
У Шкотској, ложе зидара су стављене под контролу два службеника именована од стране круне: генералног надзорника и главног мајстора краљевских радова, при чему је ова друга функција постојала најкасније од 1539. године. Пред крај века, Вилијам Шо је обављао обе ове дужности. Године 1598, у саветовању са мајсторима ложа у југоисточној Шкотској, израдио је скуп прописа за управљање зидарима и њиховим ложама, данас познатих као Шоови статути. У њима се наводи: „Они ће бити верни једни другима и живети у милосрђу заједно, како приличи заклетој браћи и сапутницима Заната.“ Помињу надзорнике, ђаконе, примљене ученике и коване (невеште зидаре). Други Шоови статути, годину дана касније, укључили су у преговоре и представника Ложе Килвининг (сада Lodge Mother Kilwinning бр. 0) из Ершира, којој је додељена јурисдикција над западом Шкотске. Единбург је постао „прва и главна“ ложа, а Килвининг „друга и водећа“ ложа Шкотске, у покушају да се удовољи свим странама. Пошто ни краљ ни мајстор Килвининга нису били присутни, документ се није сматрао коначним нити обавезујућим. Претпостављало се да ће се добити краљево одобрење за прописе. Године 1602, Шо је написао повељу којом је серу Вилијаму Сент Клеру од Рослина дао право да купи патронат над зидарима Шкотске. Килвининг је уочљиво одсутан са списка ложа које су дале своју подршку. Чини се да је повеља престала да важи када је Сент Клер побегао након скандала, а друга повеља је додељена његовом сину, такође Вилијаму Сент Клеру, 1628. године. Овај патронат је предао њихов потомак, други Вилијам Сент Клер, приликом оснивања Велике ложе Шкотске 1736. године, упркос чињеници да никада није добио краљевско одобрење које би га учинило важећим.

### Појава спекулативног зидарства
Трајни ефекат Шоових статута произашао је из директиве из 1599. године да ложе треба да ангажују угледног нотара као секретара и да он бележи све важне трансакције. Шкотске ложе су почеле да воде записнике, па је стога појава „прихваћених“ (неоперативних) зидара боље забележена него у Енглеској, где нема познатих унутрашњих записа о раду ложа.
Први забележени пријем не-зидара догодио се 3. јула 1634. у Ложи Единбурга (Мери'с Чепел) бр. 1, када су примљени сер Ентони Александер, његов старији брат, лорд Александер, и сер Александер Страхан од Торнтона. Сер Ентони је био краљевски главни мајстор радова и човек који је ефективно блокирао другу повељу Сент Клера, будући да су шкотске ложе биле у његовој надлежности. Разлози због којих су примљени и његов брат и њихов пријатељ остају нејасни.
Разлози и механизми транзиције масонских ложа из оперативних заједница у спекулативна братства остају неухватљиви. Како се одговорност за пројектовање у шеснаестом веку пребацила са мајстора зидара на архитекту, вероватно је да су архитекти почели да се придружују ложама зидара са којима су радили. Такође је могуће да су, попут других професионалних тела (укључујући Источноиндијску компанију), оперативне масонске ложе почеле да прикупљају новац наплаћујући племству приступ њиховим „мистеријама“. Друго мишљење наводи да су масонске ложе намерно регрутовале богате и моћне у покушају да побољшају своје плате и услове рада.

## Чланство у Енглеској наспрам Шкотске
Дана 20. маја 1641. године, сер Роберт Мореј је инициран у слободно зидарство од стране неколико слободних зидара који су били чланови Ложе из Единбурга. Иако је инициран у шкотску ложу, догађај се одиграо јужно од границе: ово је најранији сачувани запис о томе да је човек инициран у спекулативно слободно зидарство на енглеском тлу. Док записи ложа показују постепен развој мешовитих ложа у Шкотској, очигледно је да је ложа која је иницирала Елајаса Ешмола у Ворингтону 16. октобра 1646. године била углавном или у потпуности састављена од спекулативних или прихваћених зидара. Године 1686, Природна историја Стафордшира Роберта Плота садржи пасус о особама високог ранга које су примљене у друштво слободних зидара, чију историју Плот сматра измишљеном и смешном. На почетку периода Велике ложе, чини се да је на југу Енглеске преовлађивао број чисто спекулативних ложа, док су оперативне и мешовите ложе и даље биле у већини на северу и у Шкотској.
Године 1716, четири ложе и „нека стара браћа“ састали су се у таверни „Apple Tree“ у Ковент Гардену и договорили се да се поново састану следеће године како би формирали „Велику ложу“. То су биле ложе „Goose and Gridiron“, „Crown“, „Apple Tree“ и „Rummer and Grapes“. „Стара браћа“ су вероватно била из ложе „Cheshire Cheese“ и најмање још једне ложе.

## Период ране Велике ложе

### Прва Велика ложа
Рана историја Велике ложе је неизвесна, пошто записници нису вођени до 1723. године. Познато је да су четири горе поменуте ложе одржале скупштину у таверни „Goose and Gridiron“, у дворишту цркве Светог Павла, 24. јуна 1717. године (празник Светог Јована Крститеља). Договорили су се да обнове своје „кварталне комуникације“, четири састанка годишње за обављање масонских послова, и годишњу скупштину за избор следећег Великог мајстора. На овом састанку изабрали су Ентонија Сејера, мајстора ложе у таверни „Apple Tree“, о коме се мало тога зна, и тако је рођена Велика ложа Лондона и Вестминстера. У овој фази, мало је вероватно да су себе видели као нешто више од удружења лондонских ложа. Ова перцепција ће се врло брзо променити.
Следеће године, Џорџ Пејн је постао Велики мајстор. Био је професионални државни службеник у пореској управи. Године 1719, изабрали су Џона Теофила Дезагилијеа, свештеника, угледног научника и члана Краљевског друштва. Последњи обичан грађанин који је служио као Велики мајстор био је Џорџ Пејн у свом другом мандату 1720/21. године, када је написао Опште прописе слободног зидара, који су касније уграђени у Андерсонове Конституције. Након тога, у очигледном покушају да се подигне профил организације, сви Велики мајстори су били чланови племства.
Дезагилије се често описује као „отац“ модерног слободног зидарства. Управо је Дезагилије написао посвету за Андерсонове Конституције, председавао је комитетом који их је усмеравао и одобравао, и обезбедио „готске конституције“ из којих су настале. Иако је служио само један мандат као Велики мајстор, два пута је био заменик Великог мајстора под фигуративним Великим мајсторима, а у другим приликама се понашао као да је Велики мајстор, формирајући нерегуларне ложе за спровођење иницијација. Чини се да је Дезагилије инсистирао да се ритуал памти, а не записује, што је довело до недостатка материјала о развоју енглеског ритуала све до формирања Уједињене велике ложе.
Ова разматрања наводе многе масонске историчаре да га виде као водећу интелигенцију док се нова Велика ложа упуштала у еру самопромоције, што је довело до наглог ширења спекулативног зидарства, са одговарајућим порастом антимасонских група и публикација. Иницијације су почеле да се извештавају у новинама. Племенити велики мајстори су често били чланови Краљевског друштва, али војвода од Вартона (1722–23) је управо имао свој „Hell-fire club“ затворен од стране владе, и придружио се, или можда формирао, антимасонску групу под називом Гормагони скоро чим је напустио функцију. Од 1721. године, инсталација новог Великог мајстора била је прилика за параду, првобитно пешке, а касније у кочијама. Ово је постало предмет извесног подсмеха, све док од 1740. године нису почеле и лажне поворке антимасонских група, што је довело до прекида ове праксе 1747. године. Брзо ширење слободног зидарства такође је довело до тога да су многе нове ложе пропадале након само годину или две. Поред напада изван заната, сада су постојали и разочарани бивши масони спремни да зараде новац на „разоткривањима“ слободног зидарства.

### АндерсоновеКонституције
Конституције слободних зидара, „За употребу ложа“ у Лондону и Вестминстеру, објављене су 1723. године. Уредио их је презбитеријански свештеник Џејмс Андерсон, по налогу Џона Теофила Дезагилијеа, а одобрио их је комитет Велике ложе под његовом контролом. Ово дело је поново штампано у Филаделфији 1734. године од стране Бенџамина Френклина, који је те године изабран за Великог мајстора масона у Пенсилванији. Такође је преведено на холандски (1736), немачки (1741) и француски (1745).
Андерсон је био свештеник презбитеријанске цркве у улици Сволоу у Лондону, која је некада била хугенотска црква, а један од њена четири ђакона био је Дезагилијеов отац. У време сусрета са Дезагилијеом, чини се да се представљао као стручњак за Талмуд. Награда за његов рад била су ауторска права на дело. Временом, на Андерсоново разочарење, дело је сажето у „џепна“ издања над којима није имао контролу и од којих није добијао приход. Проширено је, ажурирано и поново објављено 1738. године.
Први део конституција састоји се од историје слободног зидарства. Следе „Дужности“, општа правила за понашање слободних зидара, и Пејнови прописи, специфична правила по којима су се Велика ложа и ложе под њеном контролом требале управљати. Церемонија посвећења нове ложе је укратко описана, а дело се завршава одељком са песмама. По први пут, старе руком писане дужности и конституције замењене су доступним, штампаним сажетком свега што је било потребно за бити слободан зидар, изостављајући само ритуал. Иако је историјски део био нападан у то време, и од тада, као дело очигледне фикције, дело остаје прекретница у масонској историји. „Древне дужности“ објављене у тренутној Књизи конституција Уједињене велике ложе Енглеске мало су се промениле у односу на оне које је првобитно објавио Андерсон.

### Степени и ритуали слободног зидарства
Као и други занати или мистерије, средњовековно зидарство је признавало три степена занатлија: ученика, калфу и мајстора. Ученик који је научио свој занат постајао је калфа, квалификован да обавља све врсте зидарских послова. Мајстор је такође био квалификован као пројектни менаџер, често функционишући и као архитекта. Он би нацртао дневни рад на табли за цртање за извођење од стране калфи и ученика. Шоови статути из 1598. показују како се ово развило у систему ложа шкотског зидарства. Ученик, након што одслужи свој седмогодишњи рок, могао је да изабере да плати чланарину и придружи се ложи, постајући „примљени ученик“. (Алтернативно, могао је да изабере да ради самостално на нижим нивоима грађевинских радова као „кован“.) Калфе су се називале „сапутници“ или „сапутници заната“, што се слаже са наредбом из Regius Poem (стих 51) да зидари треба да „једни друге називају сапутницима по обичају“. Чланови ложе били су „браћа“, шкотски правни термин за оне који су међусобно везани заклетвом. Мајстор је једноставно био зидар задужен за ложу, или онај који је имао ту част.
Док полагање неке врсте заклетве сеже до најранијих записа организованог зидарства, први забележени ритуал датира тек из 1696. године, у рукопису из Единбуршке регистрационе куће. Из овога, и из других докумената из истог периода, као што је рукопис са Тринити колеџа у Даблину из 1711. године, можемо формирати идеју о ритуалу оперативне ложе крајем 17. века. Приликом полагања заклетве примљеног ученика, масону су поверавани одговарајући знаци, „масонска реч“ и катекизам. Ово је било праћено много грубе шале, која је вероватно избачена како је занат постајао отмењен. Калфа је морао да положи даљу заклетву и поверене су му још две речи и „пет тачака заједништва“, које су 1696. биле стопало уз стопало, колено уз колено, срце уз срце, рука уз руку и уво уз уво. Разлика између калфе и мајстора је нејасна, и у многим документима изгледају као синоними. Како су прихваћени зидари били иницирани, где се различите речи и знаци више нису могли сматрати професионалним квалификацијама, ритуал примљеног ученика и ритуал калфе/мајстора су понекад сажимали у једну церемонију.
У Причардовом Masonry Dissected, разоткривању масонског ритуала које је 1730. написао разочарани бивши масон, по први пут видимо нешто препознатљиво као три степена модерног слободног зидарства. Приликом пријема у ложу, нови масон природно напредује кроз степене примљеног ученика, калфе и мајстора масона. И даље постоји ранг инсталираног мајстора, који обухвата мајстора задуженог за ложу и њене бивше мајсторе, и укључује сопствени ритуал, речи и знакове, али подразумева да је изабран да води ложу годину дана. Ово су редовни степени и рангови „занатског“ зидарства, заједнички свим конституцијама. Други, „виши“ степени су опциони и захтевају да се масон придружи споредном реду, осим у ложама конституисаним под Великом ложом Шкотске, које су овлашћене да додељују степен мајстора знака мајсторима масонима, као проширење другог или степена калфе. (погледајте главни чланак, Слободно зидарство)
Андерсонове конституције из 1723. изгледа да признају само степене примљеног ученика и калфе/мајстора. Стога се трећи степен појавио негде између 1723. и 1730. године, и требало је неко време да се прошири унутар заната. Чињеница да се проширио, многим научницима указује да тристепени систем није био толико иновација, колико реорганизација већ постојећег материјала. Масонска реч, некада дата примљеном ученику, сада се додељивала у трећем степену са пет тачака заједништва, а две повезане речи које су се раније додељивале калфи подељене су између прва два степена. Нови степен мајстора масона био је усредсређен на мит о Хираму Абифу, који се састоји из три дела. Први је библијска прича о тирском занатлији са мајком из северног Израела који је постао мајстор занатлија укључен у изградњу Храма краља Соломона. Други је прича о његовом убиству од стране потчињених, која је слична једној од легенди француског Compagnonnage. На крају, прича о проналаску његовог тела и извођењу пет тачака заједништва из тога, која се појављује у Graham Manuscript-у из 1725, где се тражи и ексхумира тело Ноја. Порекло ове реорганизације је непознато. Најраније помињање додељивања трећег степена је из Лондона, из записника „Philo Musicae et Architecturae Societas Apollini“, краткотрајног музичког друштва састављеног искључиво од слободних зидара. Ови записници бележе иницијацију и прелазак у степен калфе Чарлса Котона. Затим, 12. маја 1725, друштво је одлучило да „промовише“ брата Котона и брата Папилиона Бала у мајсторе масоне. Ово би се данас сматрало веома нерегуларним. У марту 1726. Габријел Портерфилд је примио исти степен у ложи Дамбартон Килвининг у Шкотској. Да он није био први, сведоче записници о оснивању ложе, само два месеца раније, где се бележи присуство ученика, калфи и мајстора масона. У децембру 1728, Гринок Килвининг је забележио одвојене накнаде за иницијацију, прелазак и уздизање.

### Ширење Великих ложа (1725–1750)
Чак и у Лондону, било је много ложа које се никада нису придружиле новој Великој ложи. Ови непридружени масони и њихове ложе називани су „старим масонима“, или „масонима Светог Јована“ и „ложама Светог Јована“. Ипак, утицај новог централног тела брзо се ширио, а записници из 1725. помињу ложе у десет провинцијских градова чак на северу до Салфорда, са Провинцијским великим ложама у Јужном Велсу и Чеширу.
Исте године, основана је друга Велика ложа у Ирској, којој је требало неколико деценија да све ирске ложе стави под своје окриље. Супарничке Велике ложе брзо су се појавиле у Корку (Велика ложа Манстера). Управо је у Ирској почела пракса признавања регуларности ложе издавањем повеље, а први познати пример датира из 1731. године. Велика ложа Шкотске није формирана до 1736. године.
Такође 1725. године, „Древно и часно друштво и братство слободних зидара које се од памтивека састаје у граду Јорку“ преузело је назив „Велика ложа целе Енглеске која се састаје у граду Јорку“. Ово не треба тумачити као ривалство, јер није било преклапања у две јурисдикције. Заиста, Андерсонова историја би створила очекивање старије Велике ложе у Јорку, а лондонске ложе су уредно добиле записнике који су сезали двадесетак година уназад. Андерсонове Конституције из 1738. признале су независност „старе ложе града Јорка и ложа Шкотске, Ирске, Француске, Италије итд.“.
Међутим, 1735. године, мајстору и надзорницима једне ирске ложе одбијен је приступ Великој ложи јер нису имали писано овлашћење Великог мајстора Ирске. Чини се да су се надали да ће бити признати као депутација лорда Кингстона, тадашњег Великог мајстора Ирске и бившег Великог мајстора Лондонске велике ложе. Понуђено им је, и одбили су, енглеско овлашћење. Ово је тумачено као доказ раскола између две конституције.
Одговарајући на популарност Причардових и других разоткривања масонског ритуала, Велика ложа је отприлике у то време унела измене у ритуал и лозинке како би отежала спољним лицима да се представљају као масони. Ове промене нису биле универзално прихваћене од стране придружених ложа. Ложа „Goose and Gridiron“ (сада Ложа Антиквитета бр. 2), једна од првобитних и најстаријих ложа конституције, никада их није усвојила. За непридружене, иновације су само продубиле поделу. У то време, Лондон је примао много економских миграната из Ирске. Они који су већ били слободни зидари сматрали су да не могу да раде са новим ритуалом, а ложе које су формирали додатно су повећале број непридружених ложа у престоници.
У истом периоду, слободно зидарство какво су практиковале енглеске, ирске и шкотске ложе почело је да се шири Европом. Оснивање прве Велике ложе у Француској је посебно проблематично. Чини се да је само слободно зидарство у Француској успостављено од стране прогнаних јакобита. Велика ложа Француске датира своје оснивање у 1728. годину, када тврди да је Велики мајстор био војвода од Вартона. Неки печати Великог оријента Француске датирају прву Велику ложу у 1736. годину (до раскола између Велике ложе и Великог оријента дошло је 1773). Француске историје датирају прву Велику ложу на 24. јун 1738. Ситуација изгледа збуњујуће, јер друге историје наводе да је прва легитимна Велика ложа формирана 11. децембра 1743. као „Енглеска велика ложа Француске“ са грофом од Клермона као великим мајстором. Иако је управљање занатом било у рукама низа заменика, заштита грофа до његове смрти 1771. пружила је француском зидарству период стабилности и раста. Како је зидарство било прогоњено у другим католичким државама, морална и егалитарна природа француских ложа била је у складу са духом времена.
Иако Андерсон изгледа да имплицира постојање италијанске Велике ложе, такво тело није постојало до стварања Великог оријента Италије 1805. године. Прва ложа била је Енглеска ложа („La Loggia degli Inglesi“) у Фиренци, основана 1731. године, и слободно зидарство се брзо ширило, упркос низу папских забрана.
Прва појава многих немачких Великих ложа датира из 1740-их, посебно „Код три глобуса“, основана у Берлину 1744. године, која је постала „Велика национална матична ложа“ 1772. године. Фридрих Велики је постао слободни зидар док је још био престолонаследник и лично је одобрио берлинску ложу. Иако неколико аутора наводи постојање немачких оперативних великих ложа још од оне формиране у Келнској катедрали 1250. године, континуитет традиције је тешко доказати, и већина извора верује да немачке спекулативне ложе из осамнаестог века показују порекло од енглеског модела.
Слободно зидарство је у Руску Империју донето преко страних официра у руској служби. На пример, Џејмс Франсис Едвард Кит је забележен као мајстор ложе у Санкт Петербургу 1732–34. Неколико година касније, његов рођак Џон Кит, 3. гроф од Кинтора, именован је за провинцијског великог мајстора Русије од стране Велике ложе Енглеске. Почетком 1770-их, Иван Јелагин је успео да реорганизује руско слободно зидарство у далекосежан систем који је ујединио око 14 ложа и око 400 владиних званичника. Обезбедио је енглеско овлашћење за прву руску Велику ложу и постао њен провинцијски велики мајстор. Већина руских ложа била је привучена Шведском обреду. Године 1782, Иван Шварц је представљао Русију на масонском конгресу у Вилхелмсбаду (бањи у Ханауу), где је Русија призната као 8. провинција Обреда строге опсервације. Погледајте Историја слободног зидарства у Русији за више детаља.

### Супарничке Велике ложе
Дана 17. јула 1751, представници шест ложа окупили су се у таверни „Turk's Head“, у улици Грик, Сохо, Лондон. Пет су биле непридружене ложе са претежно ирским чланством, а шеста је, чини се, формирана нешто раније за послове те вечери. Те ноћи, основали су „Најдревније и најчасније друштво слободних и прихваћених зидара према старим уставима“, данас познато као Велика ложа Древних. Први Велики секретар, Џон Морган, добио је положај у морнарици и поднео оставку након седам месеци. Његов наследник, Лоренс Дермот, председавао је као Велики секретар скоро двадесет година, био је заменик Великог мајстора у три наврата након тога, и вршио је значајан утицај све до своје смрти 1791. године.
Дермотов непосредан утицај огледао се у замени прописа које је Морган написао прописима његове сопствене ложе у Даблину. Године 1756. објавио је сопствену књигу устава Древних, под називом „Ахиман Резон“, за чије значење се не зна. Моделирана по Спратовим ирским уставима, прописи су свеобухватни и добро написани, а прати их проширени одељак посвећен песмама. На почетку, уместо Андерсонове историје, налази се проширени увод који напада првобитну Велику ложу, која се сада назива Велика ложа Енглеске, али којој је Дермот наденуо надимак „Модерни“ у супротности са „Древним“ обичајима нове Велике ложе. Овај назив се користи и данас. Његово главно оружје била је сатира. Почео је причом о томе како је покушао да напише историју која би надмашила остале описујући зидарство пре Адама, али је пред крај првог тома заспао. Сањао је разговор са Ахимоном, једним од четири путника из Јерусалима, о узалудности масонских историја, након чега је један древни старац у сјајном оклопу прегледао његов први том и изговорио: „Дубоко си заронио у воду, и изнео си крхотину“. Пробудило га је комшијско штене које је јело његов рукопис. Дермот је затим прешао на образложено објашњење зашто се нови масон не би требао придружити ложи „Модерних“, јер њихове измењене лозинке не би биле признате од стране било које друге Велике ложе које су тада постојале. Следи духовит опис њихових „неуставних бесмислица“, укључујући Дермотово веровање да су њихови највећи масонски симболи нож и виљушка.
Под Дермотовим утицајем, писањем и говорништвом, нова Велика ложа је прерасла у озбиљан изазов првобитној. Ложе Древних су добијале повеље од 1752. године, пракса коју Модерни нису усвојили наредне две деценије. Како су непридружене ложе све више увиделе смисао припадности већој организацији, обично су налазиле да је пракса Древних ближа њиховој, иако је било познато да ложе мењају припадност са Древних на Модерне. Чињеница да праксе које је на крају усвојила Уједињена велика ложа у великој мери одражавају праксе Древних приписује се Дермотовој марљивости.
Док је појава Древних само учврстила поделу у енглеском слободном зидарству, до раскола унутар Модерних дошло је 1777/78. Иако је ово укључивало само једну ложу, била је то најстарија и најпрестижнија у конституцији, а њен мајстор најпоштованији аутор и историчар Модерних. Вилијам Престон је већ био у спору са Великим секретаром око ауторских права за нову Књигу конституција коју је управо написао. Неки чланови његове Ложе Антиквитета (раније „Goose and Gridiron“, или Стара ложа Светог Павла), након што су присуствовали црквеној служби као масони, вратили су се у ложу у својим регалијама. Тројица браће су сматрала да то треба пријавити Великој ложи Модерних као неовлашћену масонску параду. Престон, мајстор Антиквитета, стао је на страну оптужених, тврдећи да, пошто је ложа била једна од првобитне четири, она се само обавезала на првобитне конституције и није јој била потребна никаква друга дозвола за одржавање параде. Због тога је одмах избачен. Антиквитет је одговорио избацивањем тројице који су се жалили. Најмање половина ложе се одвојила и придружила Великој ложи целе Енглеске у Јорку, позивајући се на члан 39 Пејнових прописа, да се знаменитости реда морају очувати у свим новим прописима Велике ложе (алудирајући на сопствена права и привилегије). Антиквитет је, за период одвајања, постао „Велика ложа целе Енглеске јужно од реке Трент“, доделивши повеље најмање двема ложама. Спор није решен до маја 1789, када су Престон и његова браћа поново примљени у Модерне уз велико славље и помпу.
Слична ситуација се догодила у Шкотској. Старишинство је додељивано према датумима из записника ложа, а због пожара, записи ложе Килвининг су почињали тек од 1642. године, нешто касније од Ложе Свете Маријине капеле у Единбургу. Увређена што је призната тек као друга ложа у конституцији, Ложа Мајка Килвининг се повукла из Велике ложе Шкотске 1743. године и није се поново придружила све до 1807. Током овог периода, Килвининг је функционисала као још једна Велика ложа, оснивајући око 70 ложа у Шкотској и иностранству. Иако су се две Велике ложе званично игнорисале, чини се да није било стварне нетрпељивости, и није било забране масонима да посећују ложе у супарничкој јурисдикцији. Један члан Килвининга чак је постао Велики мајстор Велике ложе Шкотске. Ложа у Мелроузу, која је тврдила да има старину барем једнаку Килвинингу, једноставно је игнорисала Велику ложу Шкотске, такође оснивајући кћеринске ложе, а мајстор је ословљаван као „Велики мајстор“. Коначно су се придружили националном телу 25. фебруара 1891. као Ложа Мелроуз Сент Џон бр. 1 бис.
Након Француске револуције, британска влада је постала забринута због могућих револуционарних завера. Међу осталим репресивним мерама, влада Вилијама Пита предложила је увођење Закона о незаконитим друштвима 1799. године, који је прогласио свако тело које примењује тајну заклетву незаконитим. Брзо реагујући, делегација која је представљала Древне, Модерне и Велику ложу Шкотске договорила је састанак са премијером. У делегацији су били војвода од Атола, Велики мајстор Древних и бивши Велики мајстор масона Велике ложе Шкотске, и гроф од Мојре, вршилац дужности Великог мајстора Модерних (Велики мајстор је био принц од Велса). Као резултат овог састанка, слободни зидари су посебно изузети из закона, иако су ложе биле обавезне да предају списак чланова локалном службенику за мир, пракса која се наставила до 1967. године. Ово је такође показало да две супарничке Велике ложе могу да делују заједно.

### Оснивање слободног зидарства у Северној Америци
Године 1682, Шкот Џон Скин дошао је у Њу Џерзи и Велика ложа Њу Џерзија га је посветила као првог слободног зидара са пребивалиштем у Америци.
Године 1733, Хенри Прајс, провинцијски велики мајстор за целу Северну Америку Велике ложе Енглеске, доделио је повељу групи бостонских слободних зидара. Ова ложа је касније названа Ложа Светог Јована и била је прва прописно конституисана ложа у Америци. Између 1733. и 1737. Велика ложа у Енглеској доделила је повеље провинцијским великим ложама у Масачусетсу, Њујорку, Пенсилванији и Јужној Каролини. Бенџамин Френклин је поново издао Андерсонове конституције из 1723. као провинцијски велики мајстор Пенсилваније. Френклин је у Pennsylvania Gazette од 8. децембра 1730. писао о неколико ложа слободних зидара које су већ постојале у „провинцији“, придружио се Ложи Светог Јована у Филаделфији следеће године, а 1732. био је нижи велики надзорник Велике ложе Филаделфије. Све ово пре „прве“ ложе у Северној Америци.
Преписка Џона Мура, сакупљача пореза за луку у Филаделфији и самог масона, указује да су се масонске ложе састајале у Филаделфији 1715. године. Садашња Велика ложа поседује Кармиков рукопис, руком писану копију древних дужности која датира из 1727. године и носи наслов „Устави ложе Светог Јована“. Пуковник Данијел Кокс је 1730. године именован за провинцијског великог мајстора Њујорка, Њу Џерзија и Пенсилваније од стране Велике ложе Енглеске, са мандатом који је почео 24. јуна (дан Светог Јована Крститеља) и трајао две године. Није јасно да ли је у то време био у Америци или Енглеској, али је био присутан у Великој ложи, у таверни „Devil“ у Лондону, 29. јануара 1731, где је забележен као Провинцијски велики мајстор Северне Америке. Нема записа да је основао било коју ложу, али је договорио да ложа Светог Јована служи и као Провинцијска велика ложа, и именовао је свог наследника 1731, годину дана раније. Упркос прихватању Кокса као њиховог првог провинцијског великог мајстора, сугерисано је да формирање нове Велике ложе од стране сагласних, већ постојећих ложа, чини је Великом ложом по „незапамћеном праву“, и сестринском ложом Великим ложама Енглеске, Шкотске и Ирске.
Северна Америка би имала много независних ложа у 18. веку. Овлашћење, које би касније постало повеља, захтевало је време и трошак, посебно у периоду када је најближа Велика ложа била на другој страни Атлантика. Многе ложе су се „самостално покретале“ и тражиле овлашћење Велике ложе тек када су биле прилично сигурне да ће ложа опстати дуже од неколико година. Џорџ Вашингтон је инициран у ложу Фредериксбург 1752. године. Иста ложа је добила повељу од Велике ложе Шкотске 1758. године. Прва прописно овлашћена „шкотска“ ложа основана је само две године раније, и то је била Ложа Светог Андреје у Бостону. Међу члановима су били Пол Ривир и Џозеф Ворен, а (према некима) каснији излети ложе укључивали су и Бостонску чајанку.
Многе ложе биле су придружене пуковима британске војске. Модерни су можда били опрезни у додељивању повеља ложама без сталне адресе, тако да је постојала само једна повеља Велике ложе Енглеске у континенталној војсци од 1775. до 1777. Древни и Велика ложа Шкотске били су нешто боље заступљени, али огромна већина пуковских ложа имала је повеље од Велике ложе Ирске. Тако се догодило да је група Афроамериканаца, након што су их одбиле ложе у Бостону, иницирана у Ложу бр. 441 у регистру Велике ложе Ирске, која је била придружена 38. пешадијском пуку (касније 1. Стафордширском). Ових 15 људи формирало је Афричку ложу бр. 1, док су Британци одлазили, остављајући им дозволу да раде готово све осим да примају нове масоне. Два члана су били поморци и успели су да уђу у ложу у Лондону, где су признати као регуларно иницирани масони. Ово је омогућило њиховом мајстору, Принсу Холу, да затражи повељу од Модерних, која је уредно додељена 29. септембра 1784, сада као Афричка ложа бр. 459. Успех ложе био је толики да је постала Провинцијска велика ложа, а Принс Хол провинцијски велики мајстор. Након његове смрти, провинцијске ложе су се реконституисале као велика ложа (Афричка велика ложа), постајући Велика ложа Принс Хол 1847. године. Отприлике у исто време, историја слободног зидарства у Мексику може се пратити до најмање 1806. године, када је прва масонска ложа формално основана у нацији.

## Слободно зидарство Краљевског лука
Већина овог чланка бави се занатским, или „плавим“ зидарством, трима степенима који су заједнички свим масонским ложама и јурисдикцијама. Даљи степени су обично изван јурисдикције Великих ложа, укључују одвојене церемоније и регулисани су од стране различитих масонских тела. Број и називи „витешких“ редова и степена зависе од локалне традиције слободног зидарства и значајно су варирали током година. Најстарији од њих, и најуниверзалнији, је Капитол краљевског лука (Свети краљевски лук у Енглеској).
Иако су неки масонски писци покушавали да виде симболику Краљевског лука у материјалима из 1720-их, најраније дефинитивно помињање односи се на Краљевски лук у поворци у Даблину, који је претходио мајстору и био подигнут од стране два „изврсна масона“. Године 1744. помиње се као степен у „Озбиљном и непристрасном истраживању“ др Дасињија. Лоренс Дермот, водећа снага иза Велике ложе Древних, тврдио је да је постао масон Краљевског лука у Даблину 1746. године. Он га је називао четвртим степеном и залагао се да буде признат као такав. То се догодило непосредно након његове смрти, и само двадесет година пре уједињења Древних и Модерних. Модерни су, с друге стране, створили посебан Велики капитол 1765. године да би се бавили тим степеном и желели су да га држе одвојеним од чистог занатског зидарства. Ово ће бити тачка спорења док су се две јурисдикције кретале ка уједињењу. Други од чланова уједињења наводио је да постоје само три степена у „чистом древном зидарству“, али је укључивао Краљевски лук у трећи степен. Степеном наставља да управља посебан Велики капитол, и све до ревизије 2004. године, енглеским мајсторима масонима је једноставно речено да степен Светог краљевског лука завршава њихов трећи степен.
Најстарији ирски записи ритуала указују да су Капитоли краљевског лука првобитно администрирали три степена. Први је био заснован на обнови првог храма од стране краља Јосије. Други је био кратак мост до трећег, који се заснивао на обнови храма након вавилонског ропства. Већина јурисдикција заснива савремени ритуал Краљевског лука на легенди после ропства. Године 1864, Велики капитол Ирске одлучио је да свој ритуал заснива на владавини Јосије, при чему је главна практична разлика била у називима официра.

## Слободно зидарство у 19. веку

### Унија из 1813.
Године 1809, Велика ложа Енглеске (Модерни) основала је „Ложу за промулгацију“. Њена сврха је била да се „врати древним знаменитостима друштва“ и да те знаменитости прошири међу браћом. Један од њених чланова био је војвода од Сасекса, мајстор Ложе Антиквитета бр. 2 и шести син Џорџа III. Резултат њиховог рада био је одговор Древнима 1811. године да је Велика ложа одлучила да се „врати древним знаменитостима... када се утврди које су те древне знаменитости и обавезе“. Обе Велике ложе су се видљиво кретале ка уједињењу, формирајући комитете за преговоре о прецизним условима. Главна препрека била је неспособност комитета Древних да било шта одлучи без извештавања на кварталном састанку сопствене Велике ложе. У октобру 1812, Древни су ублажили фрустрацију Модерних дајући својим комесарима пуна овлашћења. Убрзо након тога, гроф од Мојре поднео је оставку на место вршиоца дужности Великог мајстора Модерних, због именовања за генералног гувернера Индије. Његов наследник био је војвода од Сасекса, који је постао Велики мајстор следећег јануара након оставке свог брата, принца од Велса. Дана 1. децембра 1813, војвода од Атола препустио је вођство Древних војводи од Кента, старијем брату Сасекса и оцу краљице Викторије. Кент је већ председавао уједињењем Древних и Модерних у Канади, што је постигнуто брутално једноставним поступком спајања ложа Модерних са најближом ложом Древних. Модерни у Канади су једноставно престали да постоје. Ова два човека су надгледала уједињење 1813. године како би формирали Уједињену велику ложу Енглеске, а војвода од Сасекса је именован за Великог мајстора новог тела.
Сам процес уједињења трајао је неколико година, прво са Ложом помирења (1813–1816), састављеном од две ложе, по једне из сваке конституције, које су усагласиле неку врсту ритуала прихватљивог за обе стране. Рад ове ложе проширила је Ложа инструкције за стабилност (1817) и разрадила Ложа за усавршавање емулације (од 1823. надаље). Нова Велика ложа је у суштини завршила са ритуалом Древних и инфраструктуром Модерних. Иако је „Емулациони ритуал“ постао стандард, и даље постоје многе варијације које, иако међусобно препознатљиве, представљају многе ароме масонског ритуала унутар енглеске конституције.

### Афера Морган и пад америчког слободног зидарства (1826–око 1850)
Године 1826, Вилијам Морган је нестао из Батавије, Њујорк, након што је запретио да ће разоткрити тајне слободног зидарства, што је неке навело да тврде да су га убили масони. Шта се тачно догодило никада није коначно доказано. Међутим, Морганов нестанак – и минимална казна коју су добили његови отмичари – изазвали су низ протеста против слободних зидара широм Сједињених Држава, посебно у Њујорку и суседним државама. Продужена реакција довела је до тога да су многи масони напустили ред. Под вођством Терлоуа Вида, антимасонски и анти-Џексонов (Џексон је био масон) покрет прерастао је у Антимасонску партију и кандидовао се за председника 1828. године, добивши подршку истакнутих политичара као што је Вилијам Х. Суард. Њен утицај је био толики да су и други Џексонови ривали, укључујући Џона Квинсија Адамса, осудили масоне. Године 1847, Адамс је написао широко распрострањену књигу под називом Писма о масонској институцији која је била веома критична према масонима. Године 1832, партија је кандидовала Вилијама Вирта за свог председничког кандидата. Вирт је тајно био слободни зидар, па је чак и одржао говор на Антимасонској конвенцији бранећи организацију. Партија је добила само седам електорских гласова. Три године касније, партија се распала у свим државама осим у Пенсилванији, пошто су друга питања попут ропства постала фокус националне пажње.

### Амерички слободни зидари током Грађанског рата
Срећа америчког слободног зидарства нагло је опала након афере Морган, да би се поново опоравила када је снага антимасонског покрета ослабила средином 1830-их. До касних 1850-их, зидарство у Америци поново је постало предмет популарног интересовања, а чланство у ложама, које је достигло најнижи ниво током антимасонског периода, почело је да расте. До времена Америчког грађанског рата, америчко слободно зидарство је утростручило своје чланство са 66.000 на 200.000 чланова у преко 5.000 ложа широм земље. Овај нагли пораст чланства помаже да се, барем делимично, објасне многе приче о масонском братимљењу током Америчког грађанског рата, које укључују извештаје о масонским војницима и морнарима који су спасавали непријатељске борце који су се идентификовали као чланови братства. Такође су забележени масонски инциденти који укључују сахрањивање сопствених чланова са масонским формалностима током битке, као и помоћ и посебан третман пружен масонским ратним заробљеницима.
Након Грађанског рата, америчко слободно зидарство је цветало заједно са другим братским организацијама током такозваног „Златног доба братинства“ од отприлике 1870. до 1920.

### Француска
У Француској је број слободних зидара порастао са 10.000 у 1802, када му је Наполеон дао полуофицијални статус, на 20.000 у 1889, 32.000 у 1908, 40.000 у 1926. и око 60.000 у 1936. години. У раној фази, скоро све ложе су биле повезане са Радикалном странком. Зелдин тврди да је у Француској 19. века:
Слободно зидарство је пре свега привлачило људе који су волели мистичне ритуале, езотеричну симболику и фенси униформе, као и оне који су желели да имају место за расправу о идејама и сусрет са истомишљеницима. Међутим, све више је постајала организација коју су политичари користили у изборне сврхе, у коју су се државни службеници учлањивали како би повећали своје шансе за напредовање, коју су хотелијери сматрали корисном за проширење клијентеле, и где су бизнисмени могли склапати послове и проналазити посао за своје синове.
Шириле су се гласине, посебно у конзервативним круговима, да ред тајно управља владом и да је главни извор материјалистичке и антиклерикалне пропаганде. Зелдин закључује да је то било „огромно претеривање”. Детаљи су познати јер је Вишијевски режим 1941. запленио архиве и није успео да пронађе значајне доказе. Иако је ред подржавао антиклерикалне кампање, није их покретао. Његова примарна улога била је да служи као друштвени клуб у којем су чланови могли да напредују у свету и добију 10% попуста у продавницама у власништву других масона. Капитули су пружали неку добротворну помоћ и животно осигурање. Године 1904. избио је скандал јер је Радикална влада затражила од ложа Grand Orient de France да тајно прикупљају информације о верској и политичкој припадности војних официра, с циљем блокирања унапређења католика. Када је вест процурила, влада је била приморана да поднесе оставку. Интересовање за радикалну политику је постепено опадало и нестало је после 1945. године.... Према Ернесту Белфорту Баксу, слободни зидари су били одговорни за последњи озбиљан покушај помирења између Версаја и Париске комуне 21. априла 1871. Хладно их је примио Адолф Тјер, који их је уверио да, иако је Париз препуштен уништењу и покољу, закон ће се спроводити, и одржао је своју реч. Неколико дана касније, на јавном састанку, одлучили су да поставе свој барјак на бедеме и придруже се Комуни. Дана 29. априла, сходно томе, 10.000 браће се састало (представљено је 55 ложа) и марширало ка Hôtel de Ville, на челу са Великим Мајсторима у пуним инсигнијама и са заставама ложа. Међу њима се истицао нови барјак из Венсена, са натписом црвеним словима на белој подлози: „Волите једни друге.” Затим је пуштен балон, који је у интервалима изван Париза бацао манифест слободних зидара. Поворка се затим кретала булеварима и Јелисејским пољима до Тријумфалне капије, где су заставе постављене на различитим тачкама дуж бедема. Видевши белу заставу на Порт Мајо, Версајци су престали да пуцају, а командант, и сам слободан зидар, примио је делегацију браће и предложио последњи апел Версају, што је и прихваћено. „Шеф извршне власти” једва је саслушао посланике и одбио је да даље расправља о питању мира са било ким. Овај последњи формални изазов, пошто је био упућен и одбијен, довео је до тога да су слободни зидари дефинитивно заузели свој став као борци за Комуну.

### Велики раскол
Опште је прихваћено мишљење да раскол између француског и енглеског слободног зидарства потиче са генералне скупштине Великог оријента Француске у септембру 1877. Прихватајући препоруку из извештаја протестантског свештеника, Фредерика Демона, скупштина је већином гласова изменила своје конституције тако да гласе: „Његови принципи су апсолутна слобода савести и људска солидарност”. Речи „Његови принципи су постојање Бога, бесмртност душе и људска солидарност” су избачене. Одговор Уједињене велике ложе Енглеске (УВЛЕ) била је резолуција из марта 1878. да „Велика ложа, иако увек жељна да у најбратскијем духу прими браћу било које стране Велике ложе чији се поступци спроводе у складу са древним међашима Реда, од којих је вера у В.А.С. (Великог Архитекту Свемира) први и најважнији, не може признати као 'истинску и праву' браћу оне који су иницирани у ложама које или негирају или игноришу ту веру”. Односи између два владајућа тела су практично престали, наводно зато што је француско тело уклонило захтев за веровањем у врховно биће. Међутим, УВЛЕ је тек била ушла у братске односе са Великим оријентом Белгије, који је уклонио Великог Архитекту из својих конституција 1872. године, а тај однос је трајао до 1921. Разлози за раскол су очигледно дубљи и сложенији него што званични записи сугеришу.
Међусобно неповерење између енглеских и француских слободних зидара било је очигледно 1850-их, када су француске масонске избеглице биле згрануте односом између УВЛЕ и монархије, аристократије и Англиканске цркве. Енглези су били неповерљиви према мистицизму француског масонства и његовим идеалима братства и универзалности.
Демонова ревизија била је подстакнута Лозанским конгресом врховних савета 1875.. Једанаест земаља је било представљено у покушају да се уједини Древни и прихваћени шкотски ред. Споразум о колонијалним ложама би значио да је УВЛЕ једина призната масонска велика ложа у британским колонијама, упркос томе што су шкотске и ирске ложе тамо већ цветале. Шкотски делегат, Макерси, који је такође представљао Грчку, повукао се. У свом писму о повлачењу навео је неслагање своје јурисдикције са било каквим одступањем од захтева да члан верује у личног бога. Рекао је да верује да ће се конгрес сложити са неусловљавањем или спецификацијом нејасног универзалног принципа. Избегавајући ратификацију споразума који би уништио шкотске ложе у колонијама, Макерси је покренуо дебату која је довела до уклањања захтева за отвореном светом књигом у француским ложама. Енглеско тумачење овога као клизања ка атеизму вероватно је делимично било подстакнуто тешким политичким односом између Британије и Француске у то време.
Јаз између УВЛЕ и ГОдФ се проширио због активног ангажовања француског тела у политици, како на личном тако и на организационом нивоу. Свака расправа о политици и религији изричито је забрањена у енглеским ложама.

#### Наслеђе раскола
Током Првог светског рата, многе америчке ложе су ублажиле своје противљење Великом оријенту Француске како би омогућиле војницима да се друже са другим масонима док су били у Француској. Многе од њих и даље дозвољавају својим члановима да се повезују са континенталним слободним зидарима.
У децембру 1913, УВЛЕ је признала нову Велику ложу у Француској. Основа овог признања била је низ обавеза које је Независна и регуларна национална велика ложа Француске (касније Grande Loge Nationale Française) наметнула својим ложама. То су биле:
1. Док ложа ради, Библија ће увек бити отворена на олтару.
2. Церемоније ће се спроводити у строгој сагласности са Ритуалом „Regime Rectifié” који ове ложе прате, Ритуалом који је састављен 1778. и одобрен 1782, и по којем је војвода од Кента инициран 1792.
3. Ложа ће се увек отварати и затварати са инвокацијом и у име Великог Архитекте Свемира. Сви позиви Реда и ложа биће штампани са симболима Великог Архитекте Свемира.
4. У ложи неће бити дозвољена никаква верска или политичка расправа.
5. Ложа као таква никада неће званично учествовати у било којој политичкој афери, али сваки појединачни брат ће сачувати потпуну слободу мишљења и деловања.
6. У ложу ће бити примљена само она браћа која су призната као права браћа од стране Велике ложе Енглеске.

Ови „основни принципи” су прихваћени од стране саме УВЛЕ 1929. године и уписани у њене конституције.

### Слободно зидарство на Блиском истоку
Слободно зидарство је уведено у Египат већ 1790-их година током француских похода на Сирију и Египат. У Турској, слободно зидарство је било популарно међу левантинским трговцима у истом периоду. Након неуспеха италијанске револуције 1830. године, један број италијанских слободних зидара био је приморан да побегне. Они су тајно основали одобрени капитул Шкотски ред у Александрији, граду који је већ био насељен великом италијанском заједницом. У међувремену, француски слободни зидари су јавно организовали локални капитул у Александрији 1845. године. Током 19. и 20. века у Османском царству, масонске ложе су деловале широм свих делова царства, а бројни суфијски редови су имали блиске односе с њима. Многи Младотурци повезани са редом Бекташи били су чланови и покровитељи слободног зидарства. Такође су били блиско савезници против европског империјализма. Многи османски интелектуалци веровали су да суфизам и слободно зидарство деле блиске сличности у доктринама, духовном погледу и мистицизму.
Једна од главних арапских муслиманских учењака, значајна по промовисању слободног зидарства, био је алжирски 'Абд ал-Кадир ал-Џаза'ири, који је своја три сина увео у масонерију. Говорио је веома похвално о масонима и њиховим универзалистичким напорима.  Приликом посете Александрији у јуну 1864, слободни зидари Александрије поздравили су долазак 'Абд ал-Кадира. Ложа Пирамида је посебно сазвала церемонију 18. јуна да обележи његов долазак. Поред тога што је био истакнути верски учењак, 'Абд ал-Кадир се посветио промовисању идеала друштва утемељеног на универзалном братству. 'Абд ал-Кадир је инициран у Мистерије и почаствован као „Саборац Пророка”, поред претходне привилегије да буде „слободан и прихваћен масон”. Након те прилике и кратког боравка у граду, 'Абд ал-Кадир је отпутовао за Сирију крајем јула 1864. да преузме велику имовину у Сирији коју му је поклонио Вицекраљ Египта.

### Таксилова превара
Између 1885. и 1897. године, Лео Таксил је одржавао превару против слободног зидарства и Римокатоличке цркве, износећи све бизарније тврдње о слободном зидарству. Дана 19. априла 1897, Таксил је сазвао конференцију за штампу на којој је тврдио да ће представити „аутора” својих књига. Уместо тога, објавио је да су његова открића о слободним зидарима измишљена. Ипак, тај материјал се и даље користи на неким антимасонским веб-сајтовима.

## Слободно зидарство у 20. веку

### Слободно зидарство под тоталитарним режимима (1900–данас)
Многи тоталитарни режими двадесетог века, како фашистички тако и комунистички, третирали су слободно зидарство као потенцијални извор опозиције због његове тајне природе и међународних веза (да не спомињемо његово промовисање верске и политичке толеранције кроз своју симболику). Масонски истраживачи тврде да је језик који су користили тоталитарни режими сличан оном који користе неки савремени критичари слободног зидарства.